# Livio Meier
Livio Meier (* 10. Januar 1998 in Vaduz) ist ein liechtensteinisch-schweizerischer Fussballspieler.

## Karriere

### Verein
Meier begann seine Karriere in den Jugendmannschaften des USV Eschen-Mauren, des FC St. Gallen und dem FC Vaduz. Seine erste Station im Herrenbereich war der FC Balzers, dem er sich 2016 anschloss. Seit der Saison 2018/19 spielt er wieder für Eschen-Mauren.

### Nationalmannschaft
Meier durchlief diverse liechtensteinische Jugendauswahlen, bevor er am 14. Dezember 2017 im Freundschaftsspiel gegen Katar (2:1) sein Debüt für die  A-Nationalmannschaft feierte, als er in der 80. Minute für Philippe Erne eingewechselt wurde.